# Втома від паролів
Вто́ма від паро́лів (англ. Password fatigue, password chaos, identity chaos) — стан людей які повинні запам'ятовувати та використовувати велику кількість паролів щодня, наприклад виконувати логін в робочий комп'ютер, вікдривати велосипедний замок, чи користуватись банкоматом.
Збільшення проникнення інформаційних технологій та інтернету в роботу, фінанси, відпочинок й інші аспекти людського життя, та наступний прихід технологій безпечних транзакцій призвів до того, що люди накопичили велику кількість паролів. Згідно з опитуванням 2002 року британської фірми що спеціалізується на онлайн-безпеці, типовий активний користувач комп'ютера має 21 аккаунт що вимагає пароля.
Окрім збільшення стресу, втома від паролів заохочує людей підтримувати звички які зменшують безпеку їх захищеної інформації. Наприклад користувач може використовувати один і той самий пароль для кількох аккаунтів, вибирати паролі які легко запам'ятати, і які відповідно легко підібрати, чи залежать від фізичних записів зі списком паролів.
Деякі компанії впровадили альтернативні методи ідентифікації, наприклад цифрові сертифікати, токени OTP та відбитки пальців…
Втома від паролів зазвичай вражає користувачів, але також може шкодити технічним відділам, які мають постійно переініціалізовувати паролі. В деяких випадках навіть створюють текстові файли з списками паролів.
Технологія єдиного входу (англ. single sing-on (SSO)) також допомагає пом'якшити проблему, дозволяючи користувачу пам'ятати лише один пароль до програми, яка дозволяє вхід до кількох аккаунтів. Потенційними недоліками є те, що втрата одного пароля приводить до втрати доступу до всіх аккаунтів.
Багато операційних систем надають механізм зберігання та отримання паролів з зашифрованої бази даних. Mac OS X має функцію «в'язка ключів», яка надає такі можливості. Аналогічні функції є в віконних середовищах GNOME та KDE. Microsoft Windows не має явної функції для такого, віддаючи перевагу технології Active Directory.
На додачу, розробники браузера розробили аналогічну функціональність до всіх основних браузерів. Також існують так звані менеджери паролів.
Додатково, більшість вебсервісів захищених паролем надають послугу відновлення пароля, яка дозволяє отримати новий пароль через email, чи інші засоби зв'язку контакти яких вказані в профайлі.